# 蒋建中
蒋建中，材料学专家，浙江大学教授。入选中华人民共和国教育部第八批"长江学者"特聘教授、国家“百千万工程”，享受国务院特殊津贴，曾获得中国国家自然科学杰出青年基金。